# Ramiro Cortés (basketspelare)
Ramiro P. Cortés Molteni, född 1931, död 23 april 1977, varr en uruguayansk basketspelare.
Cortés blev olympisk bronsmedaljör i basket vid sommarspelen 1956 i Melbourne.